# Annette Riedel (Pflegewissenschaftlerin)
Annette Riedel (* 1967) ist eine deutsche Pflegewissenschaftlerin und Hochschullehrerin. Seit 2020 ist sie Mitglied des Deutschen Ethikrates.

## Leben
Von 1988 bis 1990 machte sie eine Ausbildung zur Altenpflegerin in Tübingen. Bis 1995 studierte sie Sozialpädagogik an der Ev. Fachhochschule für Sozialwesen Freiburg. Von 1998 bis 2001 absolvierte sie einen Ergänzungsstudiengang Gerontologie an der Hochschule Vechta und von 2003 bis 2005 einen Aufbaustudiengang Diakoniewissenschaft an der Ruprecht-Karls-Universität Heidelberg. Nach der Promotion 2007 an der Ruprecht-Karls-Universität Heidelberg bei Theodor Strohm und Andreas Kruse ist sie seit 2008 Professorin an der Hochschule Esslingen für die Lehrgebiete Pflegewissenschaft und Ethik in der Pflege und der Pflegebildung. Von 2011 bis 2013 erwarb sie den Master Palliative Care an der Medizinischen Fakultät der Albert-Ludwigs-Universität Freiburg und 2019 die Habilitation an der Universität Osnabrück (Gesundheitswissenschaften mit dem Schwerpunkt Pflegewissenschaften). Seit 2020 ist sie Mitglied des Deutschen Ethikrates und seit 2024 dessen stellvertretende Vorsitzende.

## Schriften (Auswahl)
- mit Beate Rapp: Dokumentierte Pflege. Eine Studie zur Pflegedokumentation im Heim. Stuttgart 1994, ISBN 3-929912-04-X.
- Professionelle Pflege alter Menschen. Moderne (Alten-)Pflegeausbildung als Reaktion auf gesellschaftlichen Bedarf und die Reformen der Pflegeberufe. Marburg 2007, ISBN 3-8288-9419-4.
- Ethik-Policy Palliative Sedierung. Theoretische Grundlegungen für ethische Abwägungen in der Praxis. Lage 2014, ISBN 978-3-89918-222-4.
- Palliative Sedierung im stationären Hospiz. Konstruktion einer Ethik-Leitlinie mittels partizipativer Forschung. Göttingen 2020, ISBN 3-8471-1043-8 (Habilitationsschrift).